# Göteborgs Handels- och Sjöfartstidning
Göteborgs Handels- och Sjöfartstidning (schwedisch; Göteborger Handels- und Seefahrtszeitung), zunächst nur Göteborgs Handelstidning, war eine der großen liberalen Tageszeitungen Schwedens. Die Zeitung wurde zwischen 1832 und 1985 herausgegeben.

## Geschichte
Göteborgs Handels- och Sjöfartstidning wurde 1832 von Magnus Prytz als ein liberales Oppositionsblatt gegen die Regierung des Königs Karl XIV. Johann gegründet. Unter dem Chefredakteur Sven Adolf Hedlund entwickelte sich die Zeitung in der zweiten Hälfte des 19. Jahrhunderts zu einer der angesehensten Zeitungen Schwedens. Unter anderem war der Schriftsteller Viktor Rydberg Mitarbeiter der Zeitung.
Eine weitere publizistische Blütezeit waren die Jahre 1917–1945 unter Torgny Segerstedt. In den dreißiger Jahren entwickelte sich Göteborgs Handels- och Sjöfartstidning zum stärksten Kritiker des Nationalsozialismus und der nachgiebigen Neutralitätspolitik der schwedischen Regierung. Die Artikel der Zeitung wurden regelmäßig in den Sendungen der BBC zitiert und die Zeitung wurde in den Widerstandsbewegungen in Dänemark und Norwegen verbreitet. Die Zeitung wurde in den 1940er Jahren mehrmals beschlagnahmt und war starken Repressionen vonseiten der Regierung ausgesetzt. Aufgrund dieser Situation und durch das gleichzeitige Erstarken der konkurrierenden Göteborgs-Posten kam die Zeitung in finanzielle Schwierigkeiten, die schließlich 1974 dazu führten, dass sie nunmehr einmal wöchentlich erschien. 1985 wurde sie endgültig eingestellt.